# Pipa Ildikó
Pipa Ildikó (Csepel, 1938. október 4.–Budapest, 2024.07.21.) textilművész, szőnyegtervező.

## Pályafutása
1956 és 1961 között a Magyar Iparművészeti Főiskolán tanult, ahol mestere Schubert Ernő volt. 1961-ben diplomázott mint textiltervező iparművész. Munkásságát a Háziipari Szövetkezetek Országos Szövetsége alkalmazásában kezdte, majd a Békésszentandrási végül 1972-től 1982-ig az egri háziipari szövetkezetnél dolgozott mint vezető tervező. 1964 óta állította ki műveit. 1984-től rajzot, művészettörténetet oktatott. 
Műveit a kísérletezés és a plasztikus megoldások jellemzik. A csomózott technika mellett kötelezte el magát, de alkalmanként szövött részekkel is találkozhatunk alkotásain. Szőnyegei térbe állíthatók, térelválasztóként is használhatók. Csepelen élt.

## Díjak, elismerések
- 1975: Heves Megye Művészeti Nagydíja
- 1971: Vadászati Világkiállítás I–II. díj
- 1966, 1968, 1970: Országos Szőnyegpályázat I. díjai
- 2023 "A hiány többlete" szőnyegtervező pályázat Pipa Ildikó textilművész tiszteletére (SZETT - Szőnyegtervezők Társasága Egyesület)

## Egyéni kiállítások
- 1969 • Csepel Galéria, Budapest
- 1972 • Fészek Klub, Budapest
- 1973 • Műcsarnok, Budapest (kat.) • Művelődési Ház, Hajdúböszörmény
- 1974 • Művelődési Ház, Eger • Tisztiklub, Gyöngyös
- 1976 • Művelődési Központ, Füzesabony

## Válogatott csoportos kiállítások
- 1965 • 5. Országos Iparművészeti kiállítás, Műcsarnok, Budapest
- 1968 • Textil falikép 68, Ernst Múzeum, Budapest • Magyar Iparművészeti kiállítások
- 1970 • München
- 1971 • Párizs
- 1972 • Prága • Moszkva • Riga
- 1973 • Manchester
- 1974 • Madrid
- 1971 • Vadászati Világkiállítás, Műcsarnok, Budapest
- 1972 • 2. Fal- és Tértextil Biennálé, Savaria Múzeum, Szombathely
- 1976 • ARTEX iparművészeti kiállítás, Frankfurt
- 1985 • Magyar Gobelin 1945–1985, Műcsarnok, Budapest

## Köztéri művei
- Május 1 (faliszőnyeg, 1973, Budapest, XXI. ker., Házasságkötő Terem)
- szőnyeg (1973, Budapest, Szovjet Kultúra és Tudomány Háza)
- textil (1979, Kijev, Magyar Konzulátus)
- faliszőnyeg (1981, Gyöngyös, Házasságkötő Terem)
- textil (1981, Budapest, Eötvös Loránd Tudományegyetem Bölcsészettudományi Kar).
- faliszőnyeg (Duna Szálló)